# 姚篚
姚篚（？—1571年），字登之，又字希寔，號龍津，浙江嘉興府平湖縣人，明朝政治人物。

## 生平
嘉靖十年（1531年）辛卯科浙江鄉試第六名舉人。授廣信府推官，遷宿州、泰州知州，陞南京刑部郎中，出為貴州按察司僉事，乞休歸，於金章湖上建園終老。

## 家族
父姚參，正德舉人。姚篚無子，嗣子姚體勤，嗣孫姚士慎。
姚篚之妻李氏（1502年—1572年），南京刑部郎中李儒之女，敕封宜人，诰赠太淑人。